# Car Dyke

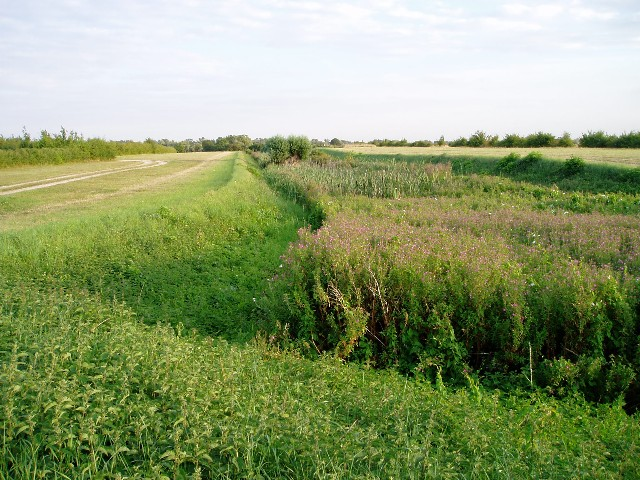
Car Dyke

Der Car Dyke ist ein 140 km langer Wassergraben in den Fens in Lincolnshire. Im 18. Jahrhundert wurde er von William Stukeley als historischer Transportweg gedeutet. Möglicherweise geht der Kanal wie der Foss Dyke auf römische Ursprünge zurück. Später dürfte er auch als Entwässerungskanal genutzt worden sein.